# Willyamite
La willyamite è un minerale appartenente al gruppo della cobaltite.